# Fantastika

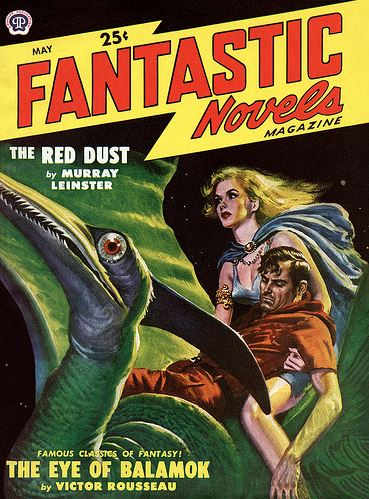
Obálka časopisu Fantastic Novels z května roku 1949

Fantastika je souhrnné označení pro umělecká díla, která se vymykají jednoznačným snahám o realismus a mimezi (nápodobu reality, „aktuálního světa“) a dávají prostor imaginaci a spekulaci. Díla řadící se k fantastice vznikají v literatuře, filmu, videohrách, výtvarném umění a v dalších uměleckých směrech. V českém prostředí byla fantastika dlouho vnímána především jako vědecká fantastika (sci-fi), a to pod vlivem sovětské a polské literární vědy. Po rozvoji fantastické literatury v 80., a zejména 90. letech se termín fantastika užíval jako označení tří velkých žánrů – sci-fi (jako jsou romány Isaaca Asimova či Arthura C. Clarka), fantasy (jako je Tolkienův Pán Prstenů) a hororu (ve smyslu fantastického hororu, jako je velká část tvorby Stephena Kinga).
Někdy se k fantastice v užším slova smyslu volně přičleňuje také „fantaskní tvorba“, zahrnující takřka jakékoliv příběhy s tajemstvím nebo fantazijní hry nepostavené primárně na racionalitě. Připojována naopak nejsou mytická a náboženská díla, přičemž z dnešního pohledu fantastické texty, které vznikly před osvícenským jednoznačným oddělením mimetického a fantastického, označují teoretikové jako „kořenové texty“.
V prostředí anglosaské kritiky bylo naopak vnímáno jako zastřešující označení fantasy, které tak zahrnovalo jak fantasy v užším slova smyslu, tak sci-fi; v tomto smyslu byla fantastika a fantasy synonymní. V angličtině se lze rovněž v obdobném významu setkat se spojením spekulativní fikce (speculative fiction), někdy proniká také do českých textů. Celkově je jednoznačné vymezení fantastiky (proti realistické tvorbě) nejasné a mnohdy prakticky nemožné. Podobně neurčité jsou také hranice mezi jednotlivými podkategoriemi fantastiky, například hranice mezi žánry fantasy a sci-fi.
Určitý vliv má v českém prostředí velmi úzké Todorovovo pojetí, který jako „fantastično“ (v návaznosti na francouzské „contes fantastiques“ v 19. století) vnímá jako pohyb na pomezí realistična a zázračna, kdy postavy i čtenář či divák váhají, ke kterému vysvětlení se přiklonit.

## Historie
Za historické literární zdroje vedoucí ke vzniku fantastiky jsou uváděny: fantastické cestopisy, utopická literatura, osvícenská filozofická satira, gotický román, technický a sociální anticipační román a groteskní literární mystifikace.

### Předchůdci
Lze říci, že fantastika (tak jak zde byla definována) byla v literatuře přítomna již od dávných dob. Na druhou stranu její vznik nelze odvodit od starověkých mýtů a hrdinských eposů, ani od pohádek a jiných žánrů slovesného folklóru. V mýtech sice vystupují fantastické bytosti, objevuje se zde magie a další prvky typické pro pozdější fantasy, nejedná se však o zábavnou literaturu, ale o díla náboženská, přijímaná věřícími jako pravdivý popis dávných událostí. Totéž lze říct i o eposech, které byly rovněž přijímány jako pravdivé události (srov. sanskrtské termín pro epos itihása = "tak se to vskutku stalo"). Rovněž v případě pohádek a bajek se původně uplatnila spíš funkce naučná nebo vysvětlující různé jevy, zákazy, normy apod.
Zárodky fantastické literatury, plnící zábavný nebo satirický účel lze najít v antice, např. v satirách Lukiána ze Samosaty Cesta vzduchem a Pravdivé příběhy se objevují prvky pozdější fantasy a dokonce sci-fi literatury. Četné strašidelné či tajemné historky obsahují např. dopisy Plinia mladšího nebo Attické noci Aula Gellia. Za jeden z prvních fantastických románů lze pokládat Apuleiova Zlatého osla, líčící v první osobě osudy muže, který byl čarodějnicí přeměněn v osla.
Ve 12. století psala fantastické, moralizující povídky francouzská spisovatelka Marie de France (např. povídka o Bisclavertovi), o málo později se mnich Roger Bacon zamýšlel nad možnostmi budoucího rozvoje vědy a techniky. Fantastickým dílem je rovněž fiktivní Mandevillův cestopis nebo četné knížky lidového čtení, populární hlavně v 16.–⁠⁠⁠17. století (o Meluzíně, Bruncvíkovi a další). V tomto případě se jedná již o skutečnou fantastickou zábavnou literaturu. Podobný byl vývoj také v Asii, strašidelné příběhy, v nichž vystupují duchové, démoni, liščí víly a jiné bytosti, byly velmi populární ve středověkém Japonsku a Číně. Známý byl např. čínský autor Wu Čcheng-en, autor románu Putování na západ (u v Evropě známého spíše jako Opičí král) nebo jeho mladší současník Pchu Sung-ling, žijící v 17. století, který psal detektivní a strašidelné povídky. Podobná vyprávění, tradovaná v arabském a indickém prostředí, mají spíš charakter pohádek (Tisíc a jedna noc, Sómadévův Oceán příběhů), i zde ale nalezneme mnoho prvků typických pro pozdější fantasy či horory.
První významná díla, jejichž autory lze považovat za přímé předchůdce moderní fantastiky, však vznikla až v 16. století. Roku 1516 napsal sir Thomas More své nejznámější dílo nazvané Utopie (De Optimo Reipublicae Statu deque Nova Insula Utopia), v němž popsal poměry na stejnojmenném fiktivním ostrově, které měly podle něj sloužit za ideální příklad uspořádání společnosti. Autorem druhého díla je François Rabelais, jeho popisy fantaskních a groteskních světů ve čtvrtém a pátém díle jeho románu Gargantua a Pantagruel jsou pro čtenáře dodnes zajímavé svým vtipem a smyslem pro absurdno. Z těchto dvou autorů to byl More, jehož dílo je fantastice blíže, neboť použil dostupných znalostí o výpravě Ameriga Vespucciho, aby tím posílil věrohodnost a reálnou složku svého fantastického příběhu.
Po celé 17. a 18. století měla fantastická literatura spíše satirický nebo utopický ráz. Do tohoto období patří také Labyrint světa a ráj srdce Jana Amose Komenského nebo Campanellův Sluneční stát. Přesto do ní v této době začaly pronikat vědecké poznatky. Příkladem může být spisek Sen Johanna Keplera z roku 1634, kde autor vyjádřil své názory na uspořádání vesmíru. Tyto představy se posléze změnily díky vítězství Koperníkova učení a to podnítilo vznik představ o obydlenosti jiných světů. O možnosti života na jiných planetách, o cestě na Měsíc a také o rozličných vynálezech psal ve svých spisech Objev Nového světa (1638) a Matematická magie (1648) anglický biskup John Wilkins. Podobné náměty zpracoval ve svých satirických cestopisech o cestě na Měsíc a Slunce Cyrano de Bergerac.
Dalšími podněty přispěly této rané fantastice objevitelské cesty, kdy začali Evropané zjišťovat, jak malou část své planety vlastně znají a že na světě existují (nebo existovaly) civilizace, které Evropu předčí kromě jiného i délkou své historie. Nelze také zapomenout na Jonathana Swifta a jeho Gulliverovy cesty, představující však spíš alegorii dobové britské společnosti, sociální a politickou satiru s prvky dystopie než skutečný fantastický román.

### Zakladatelé
Většinou však je vznik fantastiky kladen na začátek 19. století. Za přelomový je považován román Angličanky Mary Shelleyové Frankenstein z roku 1818. Shelleyová je považována za spoluzakladatelku hned dvou fantastických odvětví literatury: hororu a moderní science fiction. Edgar Allan Poe je sice pokládán hlavně za zakladatele moderní detektivky, jeho přínos pro fantastiku (zejména horor) však rozhodně není zanedbatelný. V jejich dílech z období romantismu vznikl stereotyp osamělého, nepochopeného, často potrhlého vědce, hrajícího v příběhu mnohdy tragickou úlohu.
Za zakladatele moderní fantasy lze považovat E. T. A. Hoffmanna a Nathaniela Hawthorna, ale především tři britské autory: Johna Ruskina, Lewise Carrolla a George MacDonalda, jejichž knihy stojí na pomezí moderních pohádek a vznikajícího žánru fantasy. V jejich dílech se objevuje mnoho motivů, které žánr fantasy využívá dodnes, především existence několika paralelních světů, mezi nimiž hrdinové procházejí.
Za skutečné zakladatele science fiction jsou považování následující dva autoři. Prvním je Jules Verne, který dokázal extrapolovat vývoj soudobé vědy a techniky do blízké budoucnosti a přesvědčit čtenáře o tom, že fantastika je schopná tento vývoj předvídat. Verne je tak zakladatelem technologického proudu science fiction. Herbert George Wells na druhou stranu objevil pro vědeckou fantastiku mnoho dodnes frekventovaných motivů: techniku, sociální konflikty, mimozemšťany, cestování vesmírem i časem, interplanetární válečné konflikty a mimosmyslové vnímání. Velkou pozornost věnoval lidským a společenským problémům a je považován za zakladatele celého proudu fantastických děl zaměřených filosoficky a sociálně.
Mezi významnými autory fantastiky 19. stol. je nutné připomenout Josepha Sheridana Le Fanu a jeho sbírku povídek V temném zrcadle a Brama Stokera s románem Drákula. Tito autoři a jejich díla mají klíčový význam pro formování žánru moderního hororu. Fantastiku, zejména horory, psali jako okrajovou část své tvorby i mnozí klasičtí autoři 19. století, například Guy de Maupassant, který je autorem povídky Horla, v níž hraje hlavní roli personifikovaná Smrt. Mezi autory fantastiky lze zařadit i Nikolaje Vasiljeviče Gogola, jehož povídka Vij zpracovává formou hororu námět z ukrajinského folklóru. Fantastické motivy Gogol zpracoval i ve svých Petrohradských povídkách.

### Rozmach
Již koncem 19. století došlo ke zvýšení obliby fantastických žánrů u čtenářů. S tím souvisí také nárůst počtů autorů a celkový pokles literární úrovně. V průběhu 20. století se oblast fantastiky stává příliš širokou, než aby ji bylo možné nadále označovat jediným názvem. Vyděluje se z ní více žánrů. Už na přelomu 19. a 20. století se od sebe oddělují žánry fantasy, science fiction a hororu a krátce nato se objevují jejich podžánry, jako jsou v případě sci-fi literatury space opera či hard science fiction, v případě fantasy např. high fantasy, hrdinská fantasy, satirická a komická fantasy nebo fantastika určená dětem.
Fantastika se také značně liší dle země původu. Největšího rozmachu dosáhla fantastika ve Spojených státech a Velké Británii, kde také vznikla drtivá většina dnes užívaných pojmů. Ty časem převzaly i západoevropské kontinentální státy (jejich fantastika se až do 40. let značně lišila). Ve východní Evropě vznikla kolem roku 1917 specifická fantastika sovětská. V českém prostředí je dobře známá a hojně čtena také fantastika polská. Například pojem „science fiction“ vznikl někdy před rokem 1929, v padesátých letech se rozšířil mimo USA. V socialistických zemích se používal jako jeho obdoba název „vědeckofantastická literatura“.
Další rozmach a rozdělení fantastiky přinesla postmoderna, kdy se objevují žánry jako steampunk, kyberpunk, nová vlna a mnohé další. Právě v období postmoderny pronikají prvky fantastiky i do mainstreamové a „vysoké“ literatury, např. v díle Umberta Eca, Čingize Ajtmatova nebo latinskoamerických autorů magického realismu (G. García Márquez, A. Carpentier a další).

### Česká fantastika
Prvním českým autorem, který se zabýval fantastikou, byl Jakub Arbes. Významné je jeho romaneto Newtonův mozek, jejž lze pokládat za první dílo české science fiction. Za první díla české fantasy můžeme označit některé knihy Josefa J. Kolára, zejména román Pekla zplozenci z prostředí rudolfínské Prahy. Významná je také Kollárova povídka U červeného draka, neboť se jedná o první český horor. Jejím námětem je souboj malíře Floriána s čarodějnicí, která zabíjí nevinné lidi tak, že je pomocí magické manipulace s loutkou (jakási obdoba voodoo panenky) přinutí spáchat sebevraždu. Jen o málo mladší jsou povídky Julia Zeyera Fantastické povídky a Maeldunova plavba, které obsahují četné okultní a pohádkové motivy. Nejznámější a umělecky nejkvalitnější ze Zeyerových fantastických děl je ale Román o věrném přátelství Amise a Amila, který se vyznačuje vypjatým katolicismem.
Počátkem 20. stol. využívali fantastické motivy autoři literárního směru expresionismu, zejména Jan Weiss, Ladislav Klíma a Josef Váchal, většinou je však použili spíš jako alegorie společnosti či její satiry. Z německy píšících autorů tohoto období využívali fantastické, spíše však okultní motivy ve svých dílech Franz Werfel (např. divadelní hra Kozlí zpěv) a zejména Gustav Meyrink (román Golem, novela Bílý dominikán, četné povídky). Málo známým autorem fantastiky 1. pol. 20. století byl Zdeněk M. Kuděj, jehož knihy mají rysy sci-fi, ale také společenské satiry a parodie.
V dějinách české fantastiky nelze opomenout ani Karla Čapka, jehož divadelní hry (Bílá nemoc, RUR) i romány (Krakatit, Válka s mloky) patří mezi nejvýznamnější dystopická díla světové literatury. Zejména RUR a Válka s mloky přinesly mnoho podnětů, jež byly využity později v zahraniční i domácí sci-fi literatuře.
Po druhé světové válce se objevují hororové prvky v díle Ladislava Fukse, zatímco František Běhounek, Josef Nesvadba a Ludvík Souček se věnovali vědeckofantastické literatuře, část jejich tvorby byla určena mládeži. Méně významný je podíl např. Vladimíra Párala (dystopický román Válka s mnohozvířetem) a dalších autorů.
Naproti tomu žánr fantasy se v české literatuře opětovně prosazuje ve větší míře až v 90. letech, především v povídkách a románech M. Žambocha (Koniášův svět), V. Šlechty (cyklus Krvavé pohraničí), K. Francové, J. Rečkové, J. Kulhánka, J. Hlávky, F. Vrbenské a dalších autorů. Jejich knihy však nejsou mimo komunitu čtenářů fantasy příliš známé.
S fantastickými či magickými prvky pracuje též Michal Ajvaz (Druhé město), jehož dílo však bývá řazeno spíše k magickému realismu.

## Žánry a literární směry
Samotný pojem fantastika se mezi čtenáři příliš neužívá, jednotlivá díla jsou obvykle řazena do tzv. žánrů. Hranice mezi žánry byly po dlouhá léta pevně dané a bylo v podstatě nemyslitelné míchat motivy z více žánrů v jediném díle. V současné době však díky novým literárním hnutím sílí tendence k boření těchto hranic. Není proto ničím neobvyklým, když se v jedné knize objeví motivy z oblasti kyberpunku i fantasy, a zatímco jeden románový hrdina hackuje počítačovou síť, jeho kolega jej chrání pomocí magie.
- Alternativní historie — je literatura, která spekuluje o možném průběhu historie lidstva, pokud by některé významné události proběhly jinak.
- Biopunk — žánr podobný kyberpunku, kde se však místo počítačů využívá možností biologie.
- Dětská fantastika — žánr fantastiky orientovaný na děti a mládež. Tomu je přizpůsoben věk hrdinů, nižší míra násilí, srozumitelnost děje. Typickým příkladem je Harry Potter od J. K. Rowling, Lewisovy Letopisy Narnie nebo Mluvící balík Geralda Durrella. Do tohoto žánru se řadí také klasická díla světové literatury pro děti 19. a počátku 20. století, např. Alenka v říši divů, Mary Poppins nebo Petr Pan.
- Dystopická literatura (antiutopická literatura) — popis hypotetické společnosti, která je horší než naše. Patrně nejznámějším příkladem je román 1984 George Orwella nebo Brave new world od Aldouse Huxleye.
- Fantasy — příběh odehrávající se v imaginárních světech nebo hluboké minulosti, obsahující obvykle prvky magie.
- Fantastická literatura — fantastika nepatřící ani do sci-fi, ani fantasy a ani hororu (např. science fantasy, magický realismus).
- Hard science fiction — čistá sci-fi opírající se o poznatky fyzikálních věd a často kladoucí důraz na nové technologie, zejména robotiku a umělou inteligenci.
- Historická fantasy — žánr na pomezí fantasy a historického románu. Jedná se o historický román, zasazený do konkrétního období (nejčastěji středověk a raný novověk), v němž figurují historické osobnosti, ale také fantastické prvky, především magie. Typickým zástupcem je Husitská trilogie Andrzeje Sapkowského. Někdy se sem řadí i fantastika, situovaná do alternativního světa, který silně připomíná evropský středověk –⁠⁠⁠ např. Martinova série Píseň ledu a ohně.
- Hrdinská fantasy (Heroic fantasy) — fantasy zaměřená na hrdinské činy, pomstu a boj, např. Howardův Barbar Conan, sága o Zaklínači Andrzeje Sapkowského nebo knihy Davida Gemmella. V rámci hrdinské fantasy se vyděluje jako podžánr tzv. Meč a magie (Sword and Sorcery), vyznačující se důrazem na dynamiku děje a obvykle i větší mírou násilí.
- Vysoká fantasy (High fantasy) — fantasy soustřeďující se na sílu příběhu, často s motivem putování a filozofickými myšlenkami. Typickým příkladem jsou díla J. R. R. Tolkiena.
- Horor — příběh vyvolávající pocity strachu. Ne všechny horory však patří do fantastiky. Do fantastiky patří zejména fantastické horory, kde pocit strachu vyvolávají hrůzné fantastické bytosti (např. zombie, upíři, duchové, démoni) nebo děje (magie, posedlost, věštba apod.). Typickými zástupci jsou mnohé knihy Stephena Kinga nebo Cliva Barkera. Vzácné jsou naproti tomu sci-fi horory, jejichž příkladem může být filmový Vetřelec.
- Kyberpunk — dílo orientované na symbiózu člověka a techniky v silně globalizované společnosti, zpravidla bývá klasifikován jako podžánr sci-fi.
- New Weird — současné hnutí bořící hranice mezi jednotlivými žánry fantastiky, často se v něm mísí prvky sci-fi s magií.
- Nová vlna — směr některých autorů sci-fi, vnášející do tohoto žánru mainstreamové prvky a experimentální postupy.
- Románový přepis (novelizace) — označení pro romány napsané na základě scénáře filmu.
- Paralelní realita — příběh se odehrává zároveň ve více odlišných světech, mezi nimiž postavy cestují. Jedním z nich může být svět, v němž žijeme. Příkladem jsou Pullmanovy Jeho temné esence nebo Letopisy Narnie od C. S. Lewise.
- Paranormální romance — romantický příběh s fantastickými a nadpřirozenými prvky. Jeden ze členů ústředního páru zpravidla není člověk, případně ovládá nadpřirozené schopnosti. Nejznámějším příkladem je Stmívání.
- Pulp science fiction — druh sci-fi literatury, vydávané v USA ve 30. a 40. letech 20. století, levné sešity tištěné na nepříliš kvalitním papíře (jakási sci-fi obdoba rodokapsů).
- Science fantasy — příběh stojící na pomezí science fiction a fantasy. Odehrává se zpravidla v prostředí vesmíru, častým námětem je objevení neznámé planety a kontakty s mimozemskými civilizacemi a tvory. Oproti klasické sci-fi ustupuje do pozadí vědecká stránka příběhu. Za jeho předchůdce lze považovat Herberta George Wellse, typickým zástupcem z pozdější doby je např. filmová sága Star Wars.
- Science fiction — literární nebo filmové dílo, které vychází z vědeckých poznatků, zejména fyziky, astronomie a informatiky (tzv. hard sci-fi), případně biologie a genetiky (biopunk) nebo méně často z poznatků humanitních a sociálních věd (soft sci-fi). Vědecké poznatky jsou konfrontovány s neznámým prostředím či situací, příběh je často situován do budoucnosti a snaží se předpovědět budoucí objevy a vynálezy, nebo naopak upozornit na možná nebezpečí hrozící lidstvu. Sci-fi má velké množství podžánrů.
- Slipstream — díla na pomezí mezi všemi formami fantastické literatury a mainstreamu.
- Soft science fiction — science fiction zabývající se spíše společenskými a humanitními vědami.
- Spekulativní literatura (Speculative fiction) — pojem navržený Robertem Heinleinem pro netechnickou sci-fi a jinou fantastiku (např. alternativní historie a jiné).
- Steampunk — příběh patřící do žánru sci-fi nebo science fantasy, odehrávající se ve světě odpovídajícím našemu 19. století. Často se zde objevují postavy šílených vynálezců a jejich přístroje.
- Meč a magie (Sword and sorcery) — typ hrdinské fantasy zaměřený na akční, napínavý děj. Častá je vysoká míra násilí, v příbězích hraje významnou roli magie, atmosféra příběhu je často ponurá až hrůzná. Pro tento žánr je charakteristickým útvarem povídka. Za zakladatele tohoto žánru je pokládán Robert E. Howard, k dalším významným autorům patří např. Richard A. Knaak nebo Michael Moorcock.
- Military science fiction — science fiction ve vojenském prostředí s velkým důrazem na válečné konflikty.
- Technothriller — sci-fi příběh odehrávající se v blízké budoucnosti. Ústředním motivem je nový objev či vynález, obvykle nějak nebezpečný.
- Temné fantasy (též dark fantasy) — žánr na pomezí fantasy a hororu, fantastický příběh, obsahující hrůzné prvky. Často zohledňuje temné stránky lidské psychiky, typické jsou četné scény mučení, vražd a jiného násilí.
- Urban fantasy — fantastický příběh odehrávající se v prostředí města, odpovídající 20.–⁠⁠⁠21. století či blízké budoucnosti. Vystupují zde fantastické bytosti, je využívána magie, ale nikoli technické a vědecké poznatky. Často využívá prvky hororu. Např. mnohé knihy Neila Gaimana.
- Utopická literatura — popis dokonalé, ideální společnosti. Častý byl zejména v počátcích fantastiky, v současné tvorbě je poměrně vzácný.
- Space opera (vesmírná opera) — dobrodružství odehrávající se ve vesmíru, obvykle na pozadí nějakého vesmírného konfliktu.

## Fandom
Fandom je komunita fanoušků fantastiky, kteří sami sebe nazývají fany a organizují se do klubů. Setkávají se na pravidelných akcích nazvaných cony (z anglického convention –⁠⁠⁠ shromáždění) věnovaných obvykle určitému tématu, organizují literární soutěže a vydávají amatérské časopisy s fantastickou tematikou –⁠⁠⁠ fanziny. Fanziny publikované na Internetu se nazývají e-ziny.

## Organizace

### Světové
- Science Fiction and Fantasy Writers of America (SFWA)
- The Australian Science Fiction Foundation

### České
- Asociace fanoušků science fiction (AFSF)
- Akademie SFFH (ASFFH)
- Československý fandom

## Cony

### Světové
- Worldcon
- Eastercon
- Eurocon
- World Fantasy Convention
- Aussiecon
- Pyrkon

### České
- Parcon
- Pragocon
- Fénixcon
- Tolkiencon
- Festival fantazie
- Trpaslicon
- Scon
- CONiáš

## Ceny a soutěže

### Světové
- Cena Hugo
- Cena Nebula
- Cena Locus
- World Fantasy Award
- Arthur C. Clarke Award
- Cena Brama Stokera
- John W. Campbell Award
- John W. Campbell Memorial Award
- Cena Jupiter
- Philip K. Dick Memorial Award
- August Derleth Fantasy Award
- British Science Fiction Award

### České a československé
- Cena Karla Čapka (Mlok), literární soutěž Čs. Fandomu
- Mlok za zásluhy, ocenění udělované Čs. Fandomem
- Cena Ikaros, literární soutěž časopisu Ikarie
- Cena Ludvík, ocenění udělované Čs. Fandomem
- O lahvičku miruvoru, literární soutěž Společenstva J. R. R. Tolkiena
- O loutnu barda Marigolda, literární soutěž Mensy ČR
- O železnou rukavici lorda Trollslayera, literární soutěž nakladatelství Straky na vrbě
- Vidoucí, literární soutěž SFK Palantír a časopisu Pevnost
- Soutěž O nejlepší fantasy (Cena rytíř Řádu fantasy), organizuje Klub Julese Vernea
- Cena Akademie SFFH

## Časopisy

### Světové
- Amazing Stories
- Astounding Science Fiction
- Aurealis
- Locus
- SF Magazine
- Magazine of Fantasy and Science Fiction

### České
- Ikarie
- Pevnost (časopis)
- XB-1

## Nakladatelství a vydavatelství zaměřená na fantastickou literaturu
Z českých nakladatelství zaměřených hlavně na vydávání fantastické literatury to jsou Laser-books (dříve Laser), Straky na vrbě, Winston Smith, Polaris, Ivo Železný, AFSF, Poutník, Trifid, Triton či AND CLASSIC.
Nakladatelstvími vydávajícími i jinou než fantastickou literaturu jsou např. Albatros, Baronet, Mladá fronta nebo Talpress.